# Muhámmád Bákri
Muhámmád Bákri arabul: محمد بكري, héberül: מוחמד בכרי) (Bi'ina, 1953 –) izraeli palesztin színész és filmrendező.

## Magánélete
Muhámmád Bákri az izraeli Bi'ina faluban született. Szülővárosában járt általános iskolába, középiskolai tanulmányait pedig a közeli Akko városában szerezte meg. 1973-ban a Tel Avivi Egyetemen színészetet és arab irodalmat tanult, majd három évvel később diplomázott.
Leila a felesége, és hat gyermekük van. Fiai, Adam, Ziad és Saleh Bakri szintén színészek.

## Színészi és filmes karrier
Bákri színészi karrierjét a tel-avivi Habima Színházban, a Haifa Színházban és a rámalláhi al-Kasaba Színházban kezdte. Egyszemélyes drámáit, A pesszoptimista (1986), A horgony (1991), A vándorlás északi időszaka (1993) és Abu Marmar (1999) című darabjait héberül és arabul adták elő.
Néhány év palesztinai és izraeli filmezés után nemzetközi filmekben kezdett szerepelni Franciaországban, Belgiumban, Hollandiában, Dániában, Kanadában és Olaszországban. Két dokumentumfilmet is rendezett, köztük az ellentmondásos Jenin, Jenin címűt.

## Pereskedések
A Defensive Shield hadművelet után 2002 áprilisában Bákri interjút készített a jenini menekülttábor lakóival, s tanúvallomásuk alapján filmet forgatott Jenin, Jenin címmel. A túlélők egy része több száz ember lemészárlását írta le. Három vetítés után a filmet betiltotta az Izraeli Filmbizottság, amely azt állította, hogy nem dokumentumfilm, mivel a történetnek csak az egyik oldalát mutatta be. Ennek ellenére Bákri bemutatta a filmet a tel-avivi és jeruzsálemi moziban, valamint olyan arab színházakban, mint az Al-Midan Haifában.
Bákri petíciót nyújtott be a Legfelsőbb Bírósághoz, amiért betiltották a film vetítését azzal az indokkal, hogy az elferdítette az igazságot. Hosszas küzdelem után a bíróság elutasította a cenzúra döntését. 2004-ben az izraeli legfelsőbb bíróság végül megerősítette a tilalom korábbi hatályon kívül helyezését, de csatlakozott a Film Boardhoz, és a filmet „propaganda hazugságnak” minősítette, olyan izraeli források alapján, amelyek csak 52 palesztin halálos áldozatot ismertek el, akik közül 38-an, izraeli források szerint, fegyveres harcosok voltak. A bíróság ítéletére Bákri kijelentette, hogy „több száz filmet látott, amelyek tagadják és figyelmen kívül hagyják a palesztinokkal történteket, de azokra nem panaszkodtak, és nem próbáltak betiltani egyetlen filmet sem.”
2007-ben öt zsidó katona, akik a 2002-es Defensive Shield hadművelet során harcoltak a jenini menekülttáborban, beperelte a tel-avivi és jeruzsálemi mozit, amiért a tilalom közepette levetítették a filmet, Bákrit pedig 2,5 millió sékelre perelte a film elkészítése miatt. 2008 júliusában Bákrit felmentették a vádak alól.
A Jenin-Jenin két díjat kapott: a legjobb film díját a 2002-es Karthágói Nemzetközi Filmfesztiválon, valamint a Mediterrán Dokumentumfilmek és Riportok Nemzetközi Díját.
Az Im Tirtzu izraeli jobboldali csoport kampányt szervezett Bákri ellen. Ellenezték Federico García Lorca Bernarda Alba háza című művét, amelyben Bákri Bernarda szerepét alakította. A darabot 2012-ben adták elő a tel-avivi Tzavta Színházban. A produkció mögött az Izraeli Előadóművészeti Akadémia állt. Miközben Limor Livnat kulturális miniszter megtagadta az Im Tirtzu beavatkozási kérelmét, bírálta a színház agazgatójának döntését.

## Filmográfia

### Színészként
| Year | Title                          | Role              | Director(s)                | Country                | Notes                   |
| ---- | ------------------------------ | ----------------- | -------------------------- | ---------------------- | ----------------------- |
| 1983 | Hanna K.                       | Selim Bakri       | Constantin Costa-Gavras    | Israel, France         |                         |
| 1984 | Beyond the Walls               | Issan             | Uri Barabash, Eran Preis   | Israel                 |                         |
| 1986 | Esther                         | Mordecai          | Amos Gitai                 | Israel, UK             |                         |
| 1987 | Death Before Dishonor          | Gavril            | Terry Leonard              | U.S.                   |                         |
| 1988 | Rami og Julie                  | Rami's cousin     | Erik Clausen               | Denmark                |                         |
| 1989 | Ha Miklat                      |                   | Rashid Masharawi           | Israel                 | Short film              |
| 1989 | Foreign Nights                 | Morod             | Izidore K. Musallam        | Canada                 |                         |
| 1991 | Cup Final                      | Ziad              | Eran Riklis                | Israel                 |                         |
| 1993 | The Mummy Lives                | Alexatos          | Gerry O'Hara               | U.S.                   |                         |
| 1994 | Beyond the Walls II            | Issan             | Uri Barabash               | Israel                 |                         |
| 1994 | The Tale of the Three Jewels   | Aida's father     | Michel Khleifi             | Palestine, Belgium     |                         |
| 1994 | The Milky Way                  | Mahmud            | Ali Nassar                 | Israel                 |                         |
| 1995 | Sous les pieds des femmes      | Amin 1996         | Rachid Krim                | France                 |                         |
| 1996 | Haifa                          | Haifa             | Rashid Masharawi           | Palestine, Netherlands |                         |
| 1997 | Desperado Square               | Avram Mandabon    | Benny Toraty               | Israel                 |                         |
| 2001 | The Body                       | Abu Yusef         | Jonas McCord               | U.S.                   |                         |
| 2001 | The Olive Harvest              | Raeda's father    | Hannah Elias               | Palestine              |                         |
| 2004 | Private                        | Mohammad B.       | Saverio Costanzo           | Italy                  |                         |
| 2005 | Yasmine's song                 | Abu Odeh          | Najwa Najjar               | Palestine              | Short film              |
| 2007 | La Masseria Delle Allodole     | Nazim             | Paolo and Vittorio Taviani | Italy                  |                         |
| 2010 | Marriage and Other Disasters   | Bauer             | Nina Di Majo               | Italy                  |                         |
| 2011 | The Salt Fisherman             |                   | Ziad Bakri                 | Palestine              | Short film              |
| 2013 | Stay Human - The Reading Movie | Narrator          | Fulvio Renzi               | Italy                  | Chapter XI              |
| 2014 | Tyrant                         | Sheik Rashid      | Gideon Raff                | U.S.                   | TV series               |
| 2016 | Of Kings and Prophets          | Samuel            | Adam Cooper, Bill Collage  | U.S.                   | TV series               |
| 2016 | Aznap éjjel                    | Tariq             | James Marsh                | U.S.                   | Miniseries              |
| 2017 | The Bureau                     | Shahannah         | Éric Rochant               | France                 | 5 episodes, TV series   |
| 2017 | Wajib                          | Abu Shadi         | Annemarie Jacir            | Palestine              |                         |
| 2017 | Amerikai bérgyilkos            | Ashani            | Michael Cuesta             | U.S.                   |                         |
| 2020 | Homeland – A belső ellenség    | Abdu Qadir G’ulom |                            | U.S.                   | 8 episodes, T.V. Series |
| 2021 | The Stranger                   |                   |                            |                        |                         |

### Rendezőként
| Év   | Cím            | Ország             | Megjegyzések   |
| ---- | -------------- | ------------------ | -------------- |
| 1999 | 1948           | Palesztina, Izrael | Dokumentumfilm |
| 2002 | Jenin, Jenin   | Palesztina         | Dokumentumfilm |
| 2004 | Since You Left | Izrael             | Dokumentumfilm |
| 2009 | Zahra          | Palesztina         | Dokumentumfilm |

## Díjak és elismerések
- A legjobb színésznek járó díj a Private in Buenos Aires International Festival of Independent Cinema 2005-ben nyújtott alakításáért[11]
- A legjobb férfi főszereplő díja: Saverio Costanzo, a 2004-es Locarnói Nemzetközi Filmfesztiválon[11]
- Palesztina Filmdíj 1999, Rámalláh
- A legjobb színész díja Rashid Masharawi Haifa című filmjében, Valencia Fesztiválon, 1997
- A legjobb színész díja Uri Barabash Túl a falakon II című filmben nyújtott alakításért, Valencia Festival, 1994
- A legjobb színésznek járó díj Uri Barabash, Izrael 1984-es Beyond the Walls című filmjében nyújtott alakításáért
- A legjobb színésznek járó díj a Migráció északra évadában nyújtott alakításáért, Tayeb Salih, Ouriel Zohar adaptációja és rendezője, az Acco Festival of Alternative Israeli Theatre, Izrael 1993-ban.

## Fordítás
- Ez a szócikk részben vagy egészben  a   Mohammad Bakri című angol Wikipédia-szócikk ezen változatának fordításán alapul.  Az eredeti cikk szerkesztőit annak laptörténete sorolja fel. Ez a jelzés csupán a megfogalmazás eredetét és a szerzői jogokat jelzi, nem szolgál a cikkben szereplő információk forrásmegjelöléseként.